# Already Missing You
«Already Missing You» es una canción interpretada por el cantante y actor estadounidense Prince Royce en colaboración con la también cantante y actriz norteamericana Selena Gomez. Fue compuesta por el dúo, con ayuda de Benjamin Dherbecourt, Toby Gad y Makeba Riddick, e incluida en el tercer álbum del cantante, Soy el mismo, de 2013. Fue compuesta a manera de canción pop, en la cual Gomez canta sobre la soledad amorosa. La canción obtuvo, en general, reseñas positivas por parte de los críticos de música contemporánea, que la consideraron «una pista pegadiza y divertida».

## Antecedentes y descripción
El 30 de agosto de 2013, el cantante confirmó que haría un dueto con Selena Gomez, titulado «Already Missing You», para su tercer álbum de estudio Soy el mismo. La canción fue filtrada el 4 de octubre a través de Internet. Mientras que el 8 de octubre fue publicado el audio junto con el álbum. A pesar del éxito, los fanáticos latinos de Gomez esperaban que cantara español, sin embargo la cantante manifestó que necesitaba aprender más el idioma.
«Already Missing You» abre con nítidas notas de teclado antes de derivar el curso del pop en un torrente de ritmos vibrantes, sintetizadores y EDM. Fue compuesta por Royce y Gomez, con ayuda de Benjamin Dherbecourt, Toby Gad y Makeba Riddick. Durante la canción Gomez canta sobre estar sola, mientras que un amor está ausente.

## Recepción crítica
| «["Already Missing You"] es un rasgo único en el álbum. Gomez es probablemente una de las damas más reconocibles en los adolescentes y un montón de adultos. Musicalmente, ¡este será un clásico de Disney! Veo la apertura de [la] base de fanáticos [de Prince Royce] en los chicos de Disney [...] ¡Es enorme! Les gustará demasiado y ¡quisiéramos poner esta canción en el coche 100 veces!» —Richard Chiriboga, Corriente Latina. |

«Already Missing You» tuvo críticas generalmente positivas por parte de los críticos de la música contemporánea. Just Jared simplemente opino que la pista era «bailable y divertida». Andy Swift de Hollywood Life dijo que «[La canción] es divertida, es pegadiza y está llena de emoción. Todo lo que hemos llegado a esperar de Selena». Rebecca Macatee de E! dijo que «la pista cuenta con un montón de ritmos techno, una buena cantidad de auto ajuste, y un montón de vuelta atrás [...] Es bastante pegadizo y lujurioso». Mike Wass de Idolator.com, por su parte comparó el estilo de la canción con el de Enrique Iglesias y negativamente con el de «Slow Down». Además dijo que «no era lo que esperábamos del dúo latino, sin embargo escuché un excelente dúo». Leila Cobo de la revista Billboard la clasificó como una «pista dance pop rápida». Por su parte Richard Chiriboga de Corriente Latina elogió la participación de Gomez y el «estilo Disney». Lucas Villa de Examiner.com dijo que «la pista abraza a un sonido más orientado al pop [...] Prince Royce generalmente sirve pistas bachatas románticas pero en "Already Missing You", da un sonido más electropop». David Jeffries de Allmusic opinó que «"Already Missing You" constituye su mejor fusión de géneros hasta la fecha, en la que combina añoranza amorosa, interludios de música electrónica y un final audaz, que deja al oyente colgando de un hilo». Carlos Quintana de About.com mencionó «aunque opino que esta es la parte más floja del álbum, no me sorprendería que una canción como "Already Missing You", el tema de baile que grabó con la estrella del pop Selena Gomez, le proporcionase a Prince Royce los medios para captar una audiencia de masas en todo el país».